# مجید بوقره
مجید بوقره (عربی: مجيد بوغرة؛ زاده ۷ اکتبر ۱۹۸۲) یک بازیکن فوتبال اهل فرانسه-الجزایر است.